# Mikroregion Cataguases

Mikroregion Cataguases

Mikroregion Cataguases – mikroregion w brazylijskim stanie Minas Gerais należący do mezoregionu Zona da Mata.

## Gminy
- Além Paraíba
- Argirita
- Cataguases
- Dona Eusébia
- Estrela Dalva
- Itamarati de Minas
- Laranjal
- Leopoldina
- Palma
- Pirapetinga
- Recreio
- Santana de Cataguases
- Santo Antônio do Aventureiro
- Volta Grande